# یوباورو تالوکا
یوباورو تالوکا (به انگلیسی: Ubauro Taluka) یک منطقهٔ مسکونی در پاکستان است که در ایالت سند واقع شده‌است.